# Mychal Judge
Mychal Judge, OFM (conhecido como Michael Fallon Judge, 11 de Maio de 1933 — 11 de Setembro de 2001) foi um frade e padre católico que serviu como capelão ao New York City Fire Department. Ele estava servindo quando foi morto, se tornando a primeira vítima identificada dos Ataques de 11 de Setembro de 2001.

## Ataques de 11 de Setembro de 2001

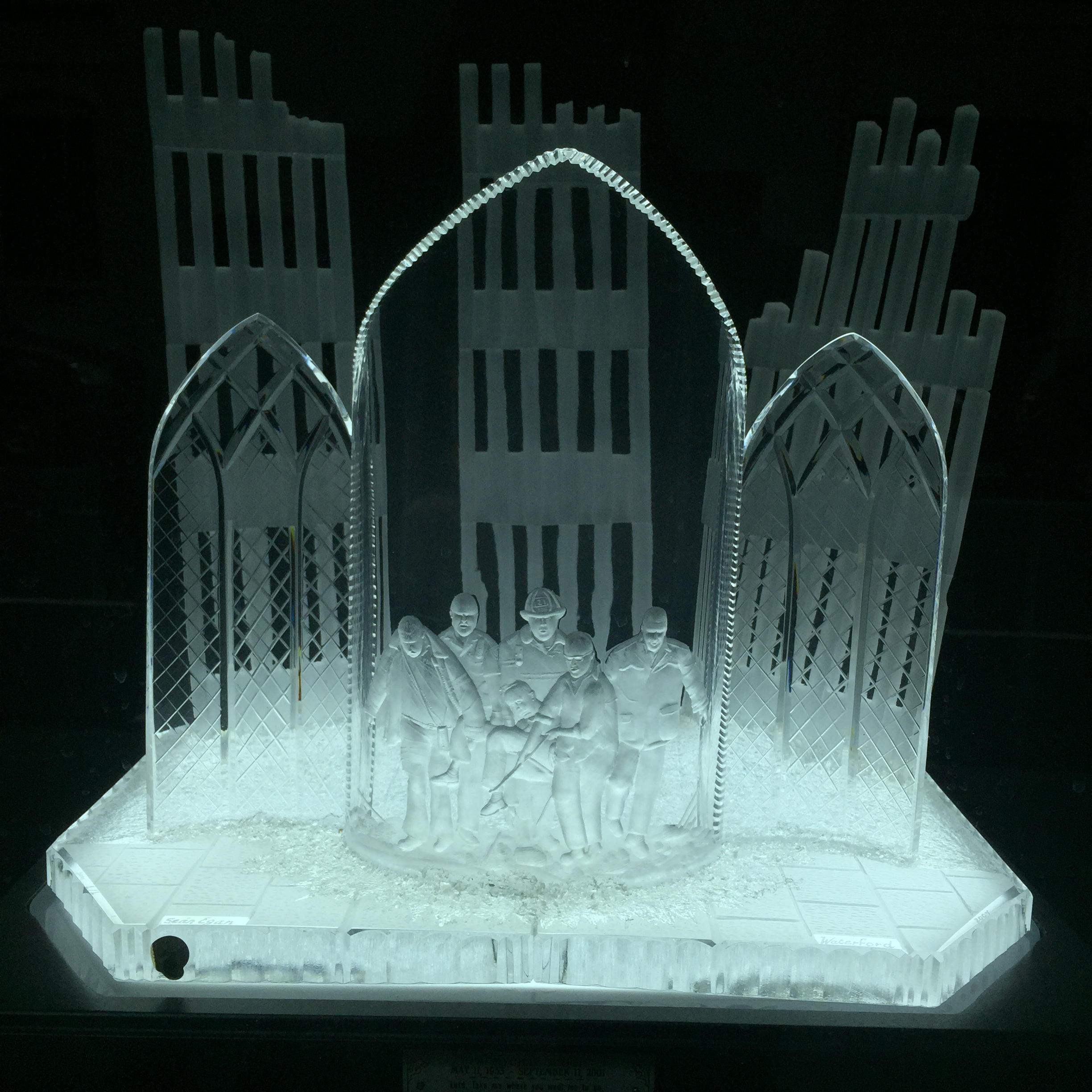
Memorial em tributo a Mychal Judge, retratando o momento da foto em que ele é carregado - já sem vida - por outros homens. Este memorial pode ser localizado em no departamento do FDNY, na ladeira 24 (142 W. 31st Street)

Em 11 de Setembro de 2001, após ter conhecimento que o World Trade Center foi atingido por um dos aviões, Mychal correu para o local. Lá, se encontrou com Rudolph Giuliani, o prefeito de Nova Iorque na ocasião, que orientou que ele fizesse uma prece para a cidade e para as vítimas. Mychal
orou sobre alguns corpos que estavam nas ruas, e então entrou no lobby da Torre Norte do World Trade Center, onde havia sido organizado um posto de emergência. Então este continuou oferecendo ajuda e preces para as equipes de resgate, aos machucados, e aos mortos.
Quando às 09:59 a Torre Sul entrou em colapso, detritos da Torre Sul voaram até o lobby da Torre Norte, matando muitos que estavam lá, incluindo Mychal. Neste momento, ele foi atingido na cabeça e, moribundo, rezava em voz alta, "Jesus, por favor, acabe com isso agora! Deus por favor, acabe com isso!", de acordo com o biografo de Mychal o colunista do New York Daily News, Michael Daly.
Pouco tempo depois de sua morte, um tenente do NYPD encontrou o corpo de Mychal. Ele e dois bombeiros, um técnico de emergência da FDNY e um civil carregaram o corpo de Mychal, e então removeram o corpo deste da Torre Norte. Este evento foi capturado pelo documentário 9/11, filmado por Jules e Thomas Naudet. Shannon Stapleton, um fotógrafo do Reuters, fotografou o corpo de Mychal já expirado sendo carregado por cinco homens. Se tornou essa uma das imagens mais famosas relacionadas ao 11 de Setembro. O Philadelphia Weekly reportou que a fotografia seria algo como um "Pietà americano". O corpo de Mychal foi colocado diante do altar da Igreja de St. Peter antes de ser levado para o médico legista. Judge's body was laid before the altar of St. Peter’s Catholic Church before being taken to the medical examiner. 
Mychael Judge é descrito como a "Vitima 0001" e é reconhecido como a primeira vitima oficial dos ataques. Apesar de que outros já haviam sido mortos antes dele, incluindo os passageiros do avião, os sequestradores dos três aviões, os ocupantes das torres e do Pentágono, Mychael é a primeira vitima identificado, pois seu corpo foi o primeiro a ser recuperado e levado para o médico legista.
O corpo de Mychael foi identificado pelo detetive da NYPD, Steven McDonald, um amigo de longa data. O The New York Medical Examiner disse que Mychal morreu em função de uma "contusão muscular na cabeça".